# Vincenzo Zitello
 (février 2025).
Si vous disposez d'ouvrages ou d'articles de référence ou si vous connaissez des sites web de qualité traitant du thème abordé ici, merci de compléter l'article en donnant les références utiles à sa vérifiabilité et en les liant à la section « Notes et références ».
Vincenzo Zitello (né à Modène le 13 décembre 1956) est un harpiste, concertiste, et compositeur italien.

## Discographie
- 1987 - Et vice versa
- 1988 - Kerygma
- 1994 - La via
- 1998 - Aforismi d’arpa
- 2001 - Concerto (Live)
- 2005 - Solo
- 2007 - Atlas
- 2011 - Talismano
- 2014 - Infinito (Telenn)
- 2017 - Metamorphose XII (Telenn)
- 2019 - Anima Mundi (Telenn)
- 2021 - Mostri e Prodigi (Telenn)
- 2022 - Le voci della rosa (Telenn)
- 2024 - Graal (Telenn)